# Торса (река)
Торса, Амо (тиб. ཨ་མོ་ཆུ་), — река в Китае, Индии, Бангладеш и Бутане. Длина около 358 км, из которых 113 км в Китае и 145 км в Бутане. Является притоком реки Джамуна (рукав Брахмапутры).

## География
Река Торса начинается в долине Чумби, в Тибете. Главными её притоками здесь являются реки Тангкачу, Канбучу (кит. 康布曲) и Мачу (кит. упр. 麻曲, Тромочу). На территории города Сясыма, река Тангкачу впадает в реку Канбучу, через 2 км ниже по течению в реку Торса впадает приток Мачу.
Река Торса протекает через Бутан в юго-западном направлении. Имеет два рукава:  Чили-Торса и Чар-Торса и притоки: реки Бела, Маленги и Сунджаи.
Спускаясь с год и выйдя на Дуары, русло расширяется и становится многорукавным.
Во время летних муссонов в нижнем течении река Торса часто происходят наводнения, затапливая пойму. В зимний засушливый период сильно мелеет.
Судоходство на реке Торса возможно только в её нижнем течении.

### Комментарии
1. ↑  В Индии и Бангладеше.
2. ↑  В Бутане.
3. ↑  Основное течение. Другие названия: Канбумачу (康布麻曲) и Джомумачу (кит. упр. 卓木麻曲, пиньинь Zhuómùmáqū).